# Gejus van der Meulen
Ageaus Yme van der Meulen dit Gejus van der Meulen (né le 23 janvier 1903 à Amsterdam et mort le 10 juillet 1972 à Haarlem) était un footballeur néerlandais des années 1920 et 1930.

## Biographie
En tant que gardien de but, Gejus van der Meulen est sélectionné en équipe des Pays-Bas à cinquante-quatre reprises, de 1924 à 1934. 
Il participa aux JO de 1924, jouant les cinq matchs des Oranje en tant que titulaire. Les Pays-Bas terminèrent quatrièmes du tournoi. De même en 1928, il fut titulaire mais les Pays-Bas furent éliminés au premier tour. Il fit la Coupe du monde 1934, jouant le match contre la Suisse. Les Pays-Bas furent éliminés dès le premier match.
Il fit toute sa carrière de 1922 à 1935 au HFC Haarlem, remportant deux fois la deuxième division néerlandaise(1929 et 1932).

## Palmarès
- Championnat des Pays-Bas de deuxième division
  - Champion en 1929 et en 1932